# Aromachologie
 (avril 2024).
Si vous disposez d'ouvrages ou d'articles de référence ou si vous connaissez des sites web de qualité traitant du thème abordé ici, merci de compléter l'article en donnant les références utiles à sa vérifiabilité et en les liant à la section « Notes et références ».
 (avril 2024).
L'aromachologie est une pratique étudiant des phénomènes liés aux odeurs, plus particulièrement l'influence des odeurs sur le comportement. Ceux qui pratiquent l’aromachologie sont des aromachologues. L'aromachologie a pour but d'analyser les émotions telles que la relaxation, l’euphorie, la sensualité, le bonheur et le bien-être provoqués par les odeurs stimulant les voies olfactives du cerveau et, en particulier, le système limbique.
Bien que les plantes soient utilisées à des fins thérapeutiques depuis l'antiquité[réf. nécessaire], le développement de l'utilisation des huiles essentielles est relativement récente[réf. nécessaire]. Elles sont aussi bien utilisées pour le bien-être physique que mental. Les consommateurs utilisent l’aromachologie pour alléger les contraintes de temps, pour la relaxation ou la stimulation et comme une composante d’autres activités qui génèrent un sentiment de bien-être.

## Présentation
Le psychiatre et neurologue américain Alan Hirsch (en), directeur de la fondation de recherche et de traitement de l'odorat et du goût (Smell & Taste Research and Treatment Foundation) de Chicago a une hypothèse : les parfums ont une influence sur les actes ou le comportement des personnes, ce qu'il nomme l'aromachologie[réf. nécessaire]. 
Née dans les années 1980, l'aromachologie étudie les phénomènes liés aux odeurs. De nombreux résultats d'expériences[Lesquels ?] établissent désormais, grâce à l'aromachologie, que les fragrances jouent un rôle sur notre psychisme et l'aromathérapie sur la régulation des grandes fonctions vitales[réf. nécessaire]. 
Si les effets toniques et relaxants ont déjà été prouvés, les recherches quant à des applications plus amples n'en sont qu'à leurs débuts[réf. nécessaire].